# Remmeltshofen

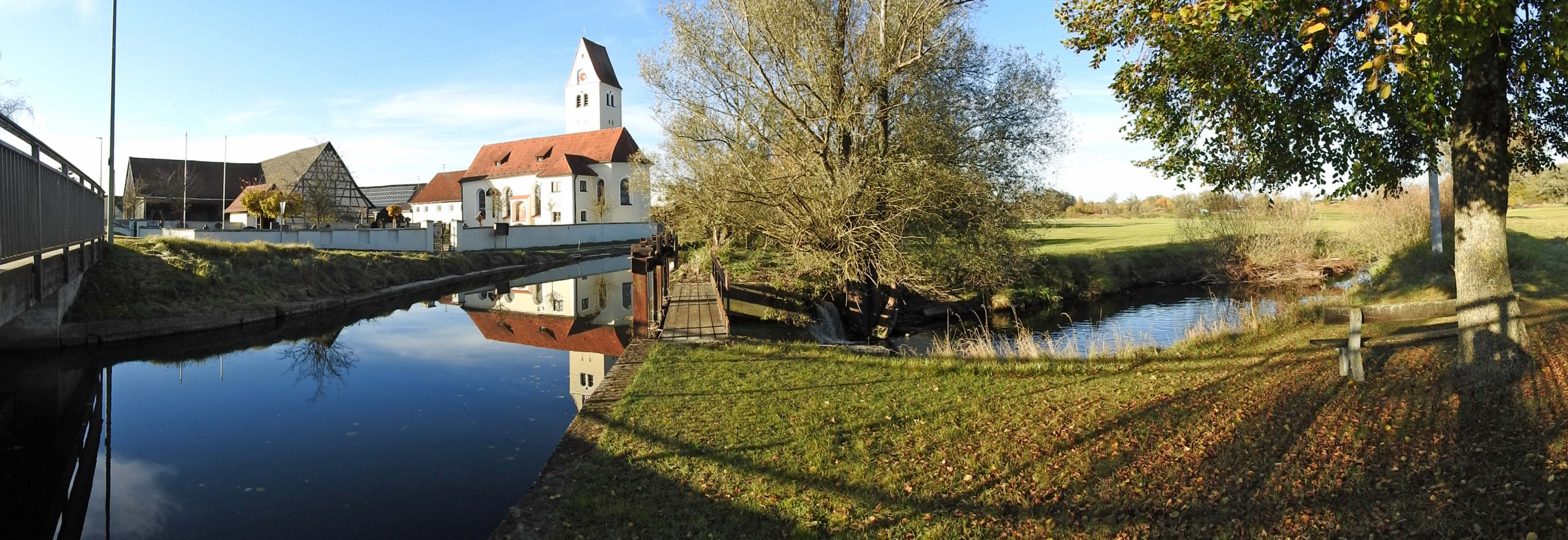
An der Roth in Remmeltshofen

Remmeltshofen ist ein Gemeindeteil des Marktes Pfaffenhofen an der Roth und eine Gemarkung im Landkreis Neu-Ulm im Westen des bayerischen Regierungsbezirks Schwaben.

## Lage
Das Kirchdorf liegt etwa dreieinhalb Kilometer nördlich des Hauptortes und ist mit diesem über die Kreisstraße NU 6 (Kadeltshofen) und dann die Staatsstraße 2021 verbunden ist. Unmittelbar östlich des Dorfes verläuft die Roth.

## Geschichte
Remmeltshofen ist seit Jahrhunderten eng mit dem unmittelbar auf der Ostseite der Roth anschließenden Dorf Kadeltshofen verbunden. Seit dem 18. Jahrhundert bestand eine eigene Schule, 1787 wurde eine gemeinsame Seelsorgestelle und ein Friedhof eingerichtet, 1923 erfolgte die Erhebung von St. Michael zur Pfarrkirche. Die im 19. Jahrhundert gebildete politische Gemeinde hieß Kadeltshofen und umfasste 837,5 Hektor; 1961 zählte sie 488 Einwohner, davon 371 in Kadeltshofen und 117 in Remmeltshofen. Am 1. Mai 1978 wurde die Gemeinde Kadeltshofen mit Remmeltshofen in den Markt Pfaffenhofen eingegliedert. Die Gesamt-Einwohnerzahl der beiden Dörfer ist auf 662 (Stand 2016) gestiegen.

## Baudenkmäler

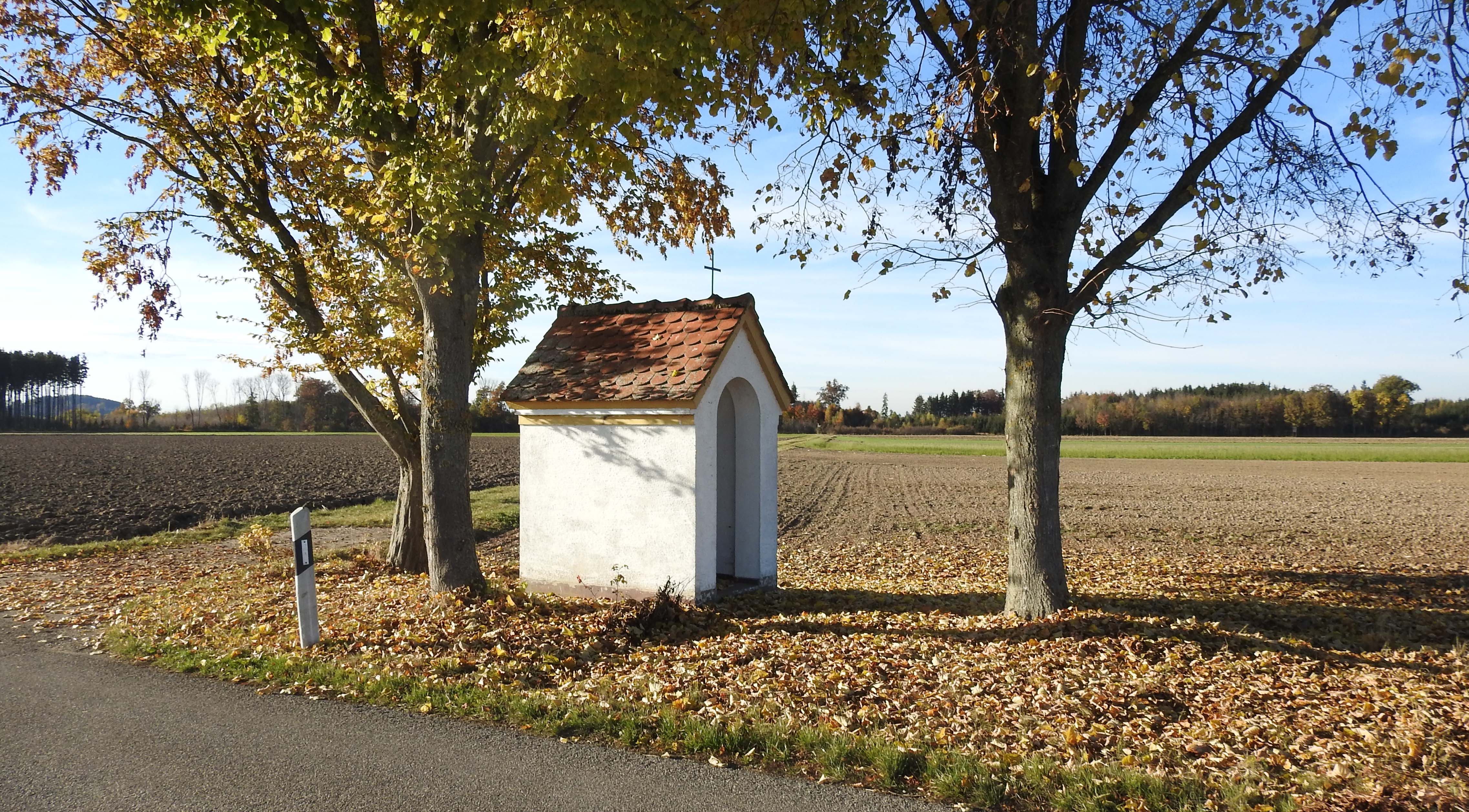
Feldkapelle westlich von Remmeltshofen

In die amtliche Denkmalliste sind in dem Kirchdorf drei Objekte eingetragen:
- Feldkapelle aus dem 19. Jahrhundert;
- Katholische Pfarrkirche St. Michael mit Ursprung wohl im 14. Jahrhundert, einschließlich dem 1787 angelegten Friedhof;
- Bauernhof aus dem Mitte des 19. Jahrhunderts mit zweigeschossigem Wohnhaus und Stadel in Fachwerk.